# 히로야마 노조미
히로야마 노조미(일본어: 廣山 望, 1977년 5월 6일 ~ )는 일본의 전 축구 선수이자 현 축구 지도자로 현재 일본 U-17 축구 국가대표팀 감독직을 맡고 있다.

## 구단 경력
1996년 J1리그의 제프 유나이티드 이치하라에 입단했다. 1998년에 J리그컵 준우승. 2000년까지 120경기에 출전하여, 12득점을 넣었다. 2001년부터 2004년까지 세로 포르테뇨, SC 브라가, 몽펠리에 HSC에서 뛰었다. 2004년 도쿄 베르디로 이적했다. 2008년까지 79경기에 출전하여, 11득점을 넣었다. 2009년부터 2010년까지 더스파 구사쓰에서 뛰었다.

## 국가대표팀 경력
그는 1997년 FIFA 세계 청소년 축구 선수권 대회에 참가할 일본 U-20 국가대표팀, 1998년 아시안 게임에 참가할 일본 U-23 국가대표팀에 발탁되었다.
그는 2001년 10월 4일 세네갈과의 경기에서 일본 국가대표팀에 데뷔했다. 그는 국제 A매치 통산 2경기에 출전했다.

## 통계
| 일본 | 일본 | 일본 |
| 연도 | 출전 | 득점 |
| ---- | ---- | ---- |
| 2001 | 2    | 0    |
| 통산 | 2    | 0    |